# Juan Antonio Pérez Mayo
Juan Antonio Pérez Mayo OMI (* 18. November 1907 in Santa Marina del Rey; † 24. Juli 1936 in Pozuelo, Madrid) war ein spanischer Oblate der Makellosen Jungfrau Maria.
Die ersten Gelübde legte er 1927 ab, 1932 empfing er die Priesterweihe. Er war Professor für Philosophie im Studienhaus der Oblaten in Pozuelo bei Madrid. Am 22. Juli 1936 wurde er im Rahmen der religiösen Verfolgung in Spanien zusammen mit seinen Mitbrüdern im eigenen Kloster gefangen genommen. Am 24. Juli 1936 wurde er zusammen mit sechs weiteren Oblaten hingerichtet.
Die Seligsprechung der 22 spanischen Märtyrer der Oblaten, darunter auch Juan Antonio Pérez Mayo, erfolgte am 17. Dezember 2011 in der Kathedrale von Madrid.